# Большой Кисегач (озеро, Чебаркульский район)
Большо́й Кисега́ч — озеро в Чебаркульском районе Челябинской области России. Расположено в 5 км на северо-восток от города Чебаркуль.

## Варианты названия
«Кисегач» — современное название озера. На карте 1742 года указано озеро Кисега, академик Паллас П. С. называл озеро Кисегаташ, в географическом очерке «Оренбургская губерния» Д. Н. Соколов называет озеро Кисъ-Агачъ.
В источниках запись топонима не устойчива: Кисягач, Кидагач, Косе-Гач, Кис-Агач, Кисегаташ. По распространённому толкованию, название выводится из сочетания Башкирских слов: кисе (кисеу) — «резать», «рубить», «рассекать», «пилить», а также агас  —  «лес», «дерево», то есть «озеро, где рубят лес». На ландкарте Исетской провинции 1742 года озеро называется Кисега, где киде (кизе, кисе, кисек) — «резко, неожиданно, обрублено, обрезано». Кидегес или Кисегес (Кисеге, Кисеке), очевидно, и есть первоначальный топоним. Он характеризует особенность береговых склонов и дна озера и означает «озеро с резким, внезапным уклоном берегов, дна», или просто «обрывистое, крутое озеро», а запись Кисегаташ означает «обрывистый камень».
В исходном топониме Кисегес, Кисегас или Кидегес конечный башкирский звук «с» заменен татарским «ч», что и определи бытующую теперь форму Кисегач.
В Челябинской области имеется целая цепочка озер, которая состоит из пяти озер с названием Кисегач. Среди них Большой Кисегач и Малый Кисегач в Чебаркульском районе, Кисегач в Сосновском районе и Большой Кисегач и Малый кисегач в Каслинском районе.

## Общая характеристика
Длина озера 6,3 км, ширина — от 2,2 до 4,5 км. Площадь зеркала — до 15,4 км² (в зависимости от водности года), объём воды — до 268,2 млн м³.
Максимальная глубина — 33 метра, средняя — 12 метров.
Прозрачность воды — 10 м. В связи с большой глубиной в летнее время разница температуры воды у дна и на поверхности доходит до 10—13 градусов.
На Кисегаче двенадцать островов. Самые крупные из них имеют названия: Большой, Высокий, Седловатый, Липовый, Сосновенький, Кругленький, Копёшка, Донецкий, Самоварчик. Наиболее крупные острова расположены в северной части озера.
Водоём имеет тектоническое происхождение.
С западной стороны в озеро впадает несколько рек, которые в маловодные годы могут пересыхать. Кроме того, в Кисегач с юга впадает протока из озера Теренкуль, а в северной части вытекает река Исток, впадающая в озеро Малый Кисегач.
Озёрные берега каменистые, покрыты лесом, изрезаны многочисленными заливами. Западный берег — граница Ильменского заповедника. Озеро является памятником природы.
С 1926 года на берегу озера Кисегач работает дом отдыха (в настоящее время — санаторий «Кисегач»).
На южной стороне озера находятся несколько баз отдыха и посёлок Колоколенки.

## Данные водного реестра
По данным Государственного водного реестра озеро относится к Иртышскому бассейновому округу, речной бассейн — Иртыш, речной подбассейн Тобол (российская часть бассейна), водохозяйственный участок — Миасс от Аргазинского г/у до г. Челябинск.
Код водного объекта 14010500911111200008652

## Растительность и животный мир
В озере обитают рыбы: окунь, чебак, щука, линь, сиг, ёрш, ротан, лещ, язь, корюшка. Водятся и раки.
Берега озера покрыты лесом. На островах растут берёза, липа, чёрная ольха, местами сосна, гнездятся водоплавающие птицы, в том числе дикие утки и чайки.